# Dwór w Smokowicach
Dwór w Smokowicach – zabytkowy dwór wybudowany w dzielnicy Smokowice (Legnica). Nie istnieje.